# Balaton

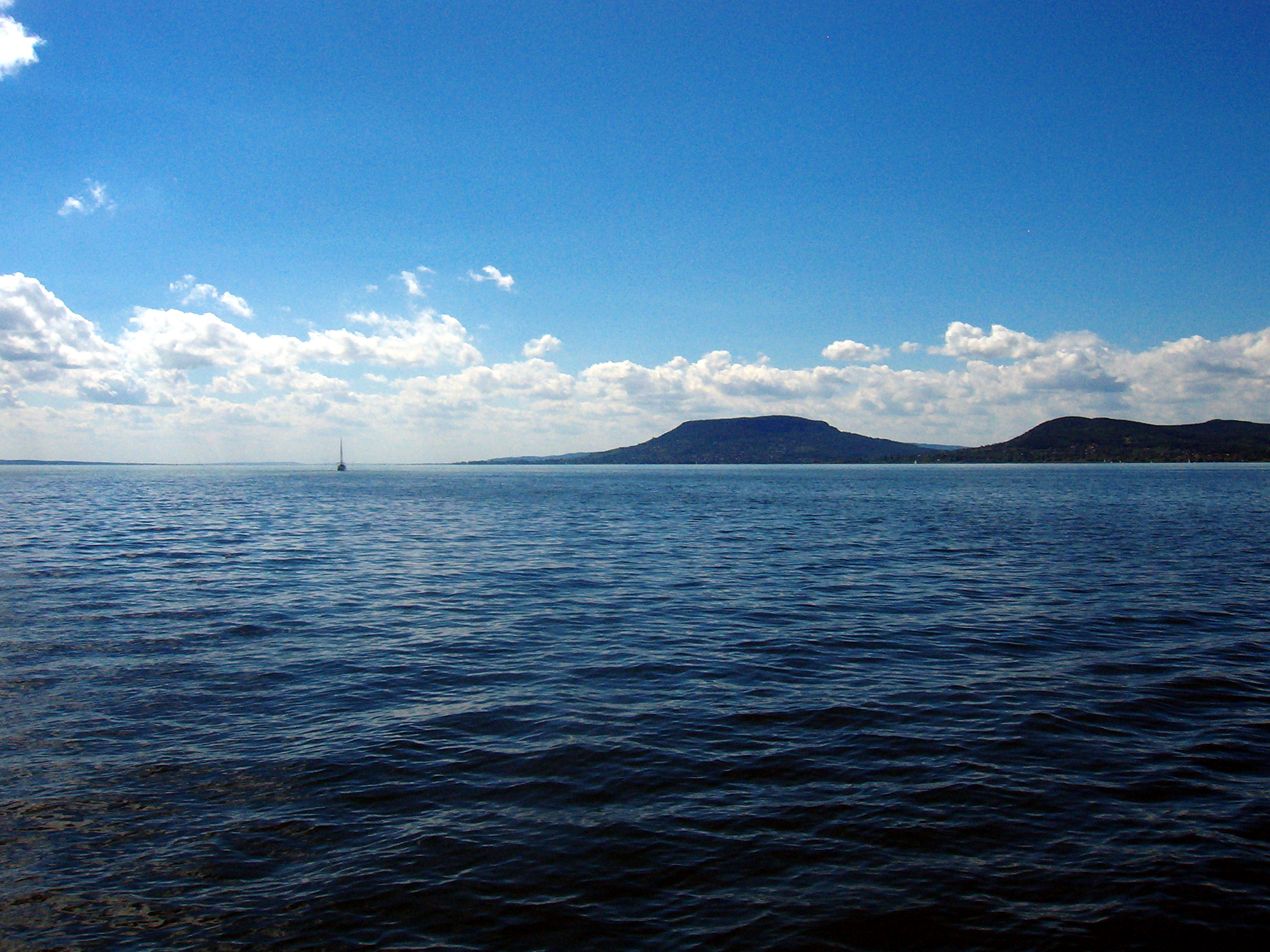
Widok na Badacsony

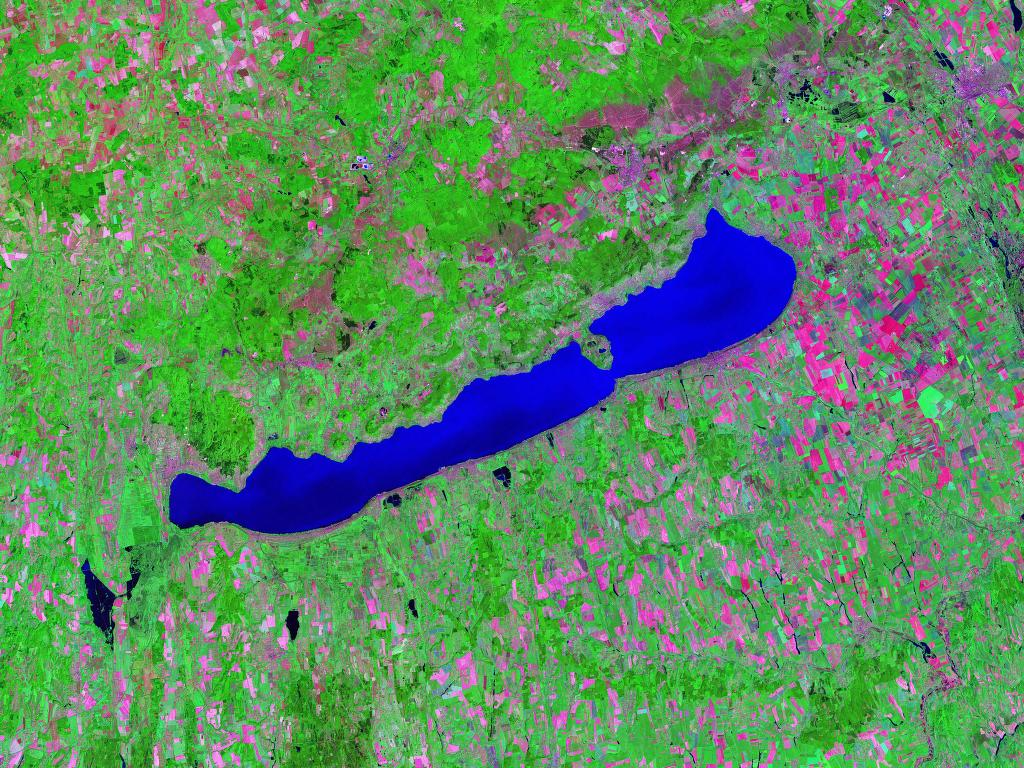
Balaton – zdjęcie satelitarne Landsat

Balaton, Jezioro Błotne – największe jezioro Węgier i zarazem Europy Środkowej, położone w południowo-zachodnich Węgrzech, w obrębie komitatów Somogy, Veszprém i Zala, na Nizinie Panońskiej, u południowych podnóży Lasu Bakońskiego, około 80 km od Budapesztu.

## Nazwa
W języku węgierskim jezioro jest znane jako Balaton, po łacinie jako Lacus Pelso, po niemiecku – Plattensee, po słowacku – Blatenské jazero, po serbsko-chorwacku jako Blatno Jezero, Блатно Језеро.
Nazwa pochodzi od słowiańskiego rdzenia boltьno(-je ezero), które oznacza „błotne (jezioro)”.
Nazwa łacińska i niemiecka oznaczają „płytkie jezioro”.

## Dzieje jeziora
Na podstawie analizy pyłkowej osadów z dna Balatonu stwierdzono, że jest on młodym jeziorem, powstałym w obecnej postaci dopiero ok. 20 tysięcy lat temu. Chociaż po prekambrze morze zalewało tereny dzisiejszego jeziora czterokrotnie (w karbonie, permie i dwukrotnie w trzeciorzędzie – ostatni raz w plejstocenie) dzisiejszy Balaton nie jest śladem żadnej z tych transgresji. Powstałe wówczas tzw. Morze Panońskie na skutek wypiętrzania się terenu przekształciło się z czasem w płytkie jezioro śródlądowe, które zasypywane przez osady rzeczne i eoliczne podzieliło się wkrótce na mniejsze, zanikające jeziora i bagna.
Ruchy pionowe skorupy ziemskiej, związane z wypiętrzaniem się Karpat, spowodowały jej spękanie i uaktywniły procesy wulkaniczne. Wydostająca się na powierzchnię lawa krzepła tworząc pokrywy lawowe o miąższości 60–80 m i nieco wyższe stożki wulkaniczne. Istnieją one do dziś w postaci bazaltowych wzgórz usytuowanych wzdłuż północnego brzegu jeziora (w miejscowościach Tihany, Somló, Badacsony i Szent-György).
W końcu plejstocenu, na skutek zapadania się terenu wzdłuż uskoków równoległych do południowej krawędzi Lasu Bakońskiego, powstał rów tektoniczny, w którym uformowała się misa obecnego jeziora. Uskok północny pokrywa się mniej więcej z linią obecnego północnego brzegu jeziora, co objawia się nagłym obniżeniem się dna do 3–4 m poniżej lustra wody. Uskok południowy jest natomiast znacznie odsunięty w głąb jeziora, dzięki czemu południowemu brzegowi towarzyszą szerokie na 500–1000 m płycizny.
Poziom wody w dawnym Balatonie nie był stabilny. W okresach suchych jezioro wysychało niemal zupełnie, natomiast w okresach pluwialnych ponownie napełniało się wodą, której poziom przewyższał nawet o 6–8 metrów współczesne położenie tafli wody (czego śladem są dostrzegalne tarasy abrazyjne). Erozja wodna zniszczyła z czasem progi dzielące odrębne wklęsłości, a osady wyrównały w znacznym stopniu dno zbiornika.

## Geografia
Balaton jest wąskim jeziorem, wydłużonym w kierunku z południowego zachodu na północny wschód. Jego długość wynosi 77 km, szerokość od 4 (w części zachodniej) do 14 km (w części wschodniej). Najmniejsza szerokość w przesmyku koło półwyspu Tihany wynosi 1,5 km. Powierzchnia tafli jeziora liczy 592 km². Balaton jest płytkim jeziorem. Jego średnia głębokość wynosi ok. 3 m, a największą głębokość (12,2 m) stwierdzono w tzw. Studni Tihańskiej u zakończenia półwyspu Tihany. Lustro wody leży na wysokości ok. 104 m n.p.m.
W tym samym rowie tektonicznym, co Balaton, na jego przedłużeniu, leżą jeszcze dwa jeziora o podobnym charakterze: Velence (węg. Velencei-tó) na północny wschód i Mały Balaton na południowy zachód od Balatonu.

## Hydrografia
Balaton jest w zasadzie jeziorem bezodpływowym. Objętość wody w jeziorze szacuje się na ok. 1,8 km³. Warunki klimatyczne i geograficzne powodują, że parowanie z jeziora wyraźnie przewyższa opady. Bilans wodny wyrównują dopływy: rzeka Zala i 44 mniejsze rzeczki i potoki oraz źródła podziemne w obszarze misy jeziora. Najwięcej wody wpływa do Balatonu przez rzekę Zala, uchodzącą do niego w południowo-zachodnim narożniku.
Odpływ wód z jeziora jest regulowany przez śluzę na kanale Sió, zaczynającym się w miejscowości Siofok, a poprzez rzekę Sió kierującym wody do Dunaju.
Zarówno Zala, jak i pozostałe cieki niosą do Balatonu wiele związków wapnia i magnezu oraz substancji organicznej, co powoduje znaczne zmętnienie wód jeziora i małą ich przejrzystość. Woda w Balatonie jest bogata w aniony (węglany, siarczany) oraz w kationy (magnez, wapń, sód).

## Turystyka i klimat
Balaton jest centrum turystyki i rekreacji. Sezon turystyczny trwa od czerwca do końca sierpnia. Średnia temperatura wody w lecie wynosi około 23 °C. Inne atrakcje turystyczne to m.in.: żeglowanie, wędkarstwo oraz zwiedzanie okolicznych terenów – winnic na północnym brzegu oraz tętniących życiem kurortów na południu. Miejscem godnym zwiedzenia jest również półwysep Tihany, na którym znajduje się muzeum i biologiczna stacja badawcza. Ponieważ Węgry nie posiadają dostępu do morza, jezioro często nazywane jest „węgierskim morzem”.
Według danych z 2014 r. woda w większości monitorowanych kąpielisk położonych w strefie przybrzeżnej Balatonu osiąga najwyższą klasę.
Nad Balatonem leżą między innymi:
- Keszthely,
- Balatongyörök,
- Badacsony,
- Balatonrendes,
- Révfülöp,
- Balatonakali,
- Tihany (półwysep),
- Balatonfüred,
- Balatonalmádi,
- Balatonkenese,
- Balatonvilágos,
- Siófok,
- Zamárdi,
- Balatonföldvár,
- Balatonlelle,
- Balatonboglár,
- Fonyód,
- Csopak,
- Balatonfenyves.

## Ostoja ptaków
Od 2002 roku BirdLife International uznaje Balaton za ostoję ptaków IBA. Jest to ważne miejsce dla zimującego ptactwa wodnego. Do gatunków, których występowanie zaważyło na uznaniu jeziora za ostoję, należą: narażona głowienka (Aythya ferina) i gatunki najmniejszej troski – gęś zbożowa (Anser fabalis), gęś białoczelna (Anser albifrons), gęgawa (Anser anser), krzyżówka (Anas platyrhynchos), czernica (Aythya fuligula) i gągoł (Bucephala clangula).